# 亚历山大·李普曼
亚历山大·李普曼（法語：Alexandre Lippmann，1881年6月11日—1960年2月23日），法国男子击剑运动员。他曾参加1908年、1920年和1924年三届夏季奥运会，共收获两枚金牌、两枚银牌和一枚铜牌。

## 早年生活
李普曼生於巴黎第十七區，父親是猶太人，外曾祖父是小說《三劍俠》作者大仲馬。